# Aulis Verlag

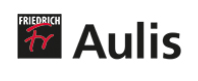
Verlagslogo

Der Friedrich Aulis Verlag ist ein deutscher Fachverlag, dessen Verlagsprogramm sich vor allem auf Unterrichtsmaterial im mathematisch-naturwissenschaftlichen Bereich und Materialien für Lehrkräfte zur Unterrichtsvorbereitung fokussiert. 2017 wurde der Aulis Verlag in das Verlagsprogramm des Friedrich Verlags aufgenommen und ist somit Teil der Klett Gruppe.

## Geschichte
Der Verlag wurde 1951 von Karl August Deubner in Frankenberg/Eder gegründet; Namenspate ist die nahegelegene Aulisburg. Kurze Zeit später wurde der Verlagssitz nach Köln verlegt. Mitte der 1970er Jahre wurde Karl August Deubners Sohn Wolfgang Deubner neuer Leiter des Verlags. Im November 2008 übernahm der  STARK Verlag den Aulis Verlag Deubner GmbH & Co. KG, der im Jahr 2008 durchschnittlich 33 Arbeitnehmer beschäftigte, und sein Sitz wurde nach Hallbergmoos verlegt. Seit dem 1. Februar 2017 ist das Aulis Fachbuchprogramm an den Friedrich Verlag übergegangen.

## Portfolio
Das Verlagsprogramm wurde über die Jahre stark reduziert. Umfasste es 2011 noch circa 600 Titel für alle Fachrichtigungen, beschränkt es sich heute auf knapp 170 lieferbare Titel (Stand August 2025). Bekannt war Aulis besonders für seine pädagogische Fachzeitschriftenreihe Praxis der Naturwissenschaften für die Fächer Biologie, Chemie, Physik sowie für Zeitschriften zu den Themen Mathematik und Geographie, welche 2017 mit der Übernahme jedoch alle eingestellt wurden. Weiteres Markenzeichen des Verlags waren pädagogische Handbuchreihen in den Fächern Physik, Biologie, Chemie, Geschichte und Geographie, welche bis heute unter dem "Teacher's guide" fortgeführt werden.